# 猿館貢
猿館 貢（さるだて みつぎ、1962年12月18日 - ）は、岩手県出身の元自転車競技選手。

## 来歴
岩手県立紫波高等学校（現・岩手県立紫波総合高等学校）を経て、日本大学在学時の1984年、ロサンゼルスオリンピック、団体追抜に出場し11位。
現在は大迫高校の社会科教諭を勤める傍ら、同校自転車競技部の顧問として生徒を指導している。